# Francisco Xavier Fabri
Francesco Saverio Fabri, connu au Portugal sous le nom Francisco Xavier Fabri (né le 11 janvier 1761 à Medicina, dans l'actuelle province de Bologne, alors dans les États pontificaux, et mort le 23 octobre 1817 à Lisbonne) est un architecte italien de la fin du XVIIIe et du début du XIXe siècle. 

## Biographie

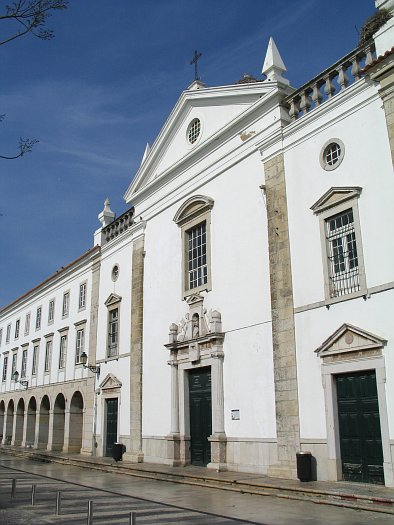
Façade de l'église de la Miséricorede à Faro

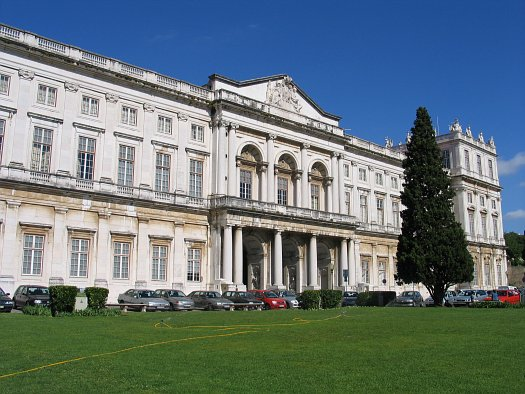
Palais national d'Ajuda

Francisco Xavier Fabri a fait ses études à l'Accademia Clementina de Bologne, entre 1782 et 1788, sous la direction des architectes Francesco Tadolini (1723 - 1805), Giuseppe Jarmorini (1732-1816) et Angelo Venturoli (Medicina 1749 - Bologne 1821), et a commencé une activité d'architecte à Medicina. 
Il est venu au Portugal en 1790, à l'invitation de Dom Francisco Gomes de Avelar, évêque de l'Algarve entre 1789 et 1816, qu'il avait dû rencontrer au cours de séjours à Rome. Dans l'Algarve, il a restauré certaines églises endommagées par le tremblement de terre de Lisbonne, comme l'église d'Estoi, et sur la cathédrale de Faro. 
En 1790,  il a édifié l'Arco da Vila ou « Arc de Triomphe » de la ville de Faro et restauré l'église de Tavira.
Vers 1794, il s'est définitivement installé à Lisbonne et a été promu l'année suivante architecte des Travaux publics. 
En 1795, il réalise certains travaux de rénovation dans l'église de la Miséricorde de Faro. Il a édifié le bâtiment du Séminaire diocésain Saint-Joseph de l'Algarve qui reçoit les premiers séminaristes en 1797. Il a aussi travaillé sur la chapelle Saint-Louis de Faro.
Contrairement ce qui est couramment écrit, le 2e marquis de Castelo Melhor, Dom António José de Vasconcelos e Sousa (1738-1801), n'a pas commencé à faire construire le Palais Foz actuel en 1777. Les travaux ont, en fait, été entrepris à partir de 1792, peut-être à partir de bâtiments antérieurs, par Francisco Xavier Fabri. Le 2e marquis meurt en 1801. Le palais est occupé par le marquis de Castelo Melhor à partir de 1806. Les façades se caractérisent par leur style néo-classique italien. D'après le plan de Lisbonne, les travaux sont pratiquement terminés en 1807.
En collaboration avec l'architecte José da Costa e Silva (1747-1819), il dénonce les plans de style baroque du palais royal d'Ajuda donnés par l'architecte Manuel Caetano de Sousa en 1795. Cet essai critique exprime l'opposition entre deux courants esthétiques au début du XIXe siècle au Portugal : le baroque style rococo des plans de Manuel Caetano et le néoclassicisme italien défendu par Francisco Xavier Fabri et José da Costa e Silva. Dans cette confrontation entre deux esthétiques, c'est la nouvelle architecture néoclassique qui est choisie. Ils sont désignés en 1802 pour assurer la gestion des travaux du palais. La question s'est posée entre les deux architectes de savoir s'il fallait conserver les parties déjà construites, comme le souhaitait José da Costa e Silva en faisant une refonte de son programme et de sa composition formelle ou si l'ouvrage devait être complètement refait comme le souhaitait Fabri. Un compromis a été trouvé entre ces deux positions, jusqu'au départ de José da Costa e Silva pour le Brésil, en 1811, où il arrive le 24 juillet. Le travail a avancé lentement du fait des événements politiques et, en 1817, Fabri est mort en laissant le palais non achevé.
À Lisbonne, il a édifié l'Hôpital de la Marine de Lisbonne, en 1797. 
Il a réalisé en 1798 un des rares exemples d'architecture funéraire néo-classique, un tombeau de forme pyramidale, de Christian (1744-1798), fils du  prínce de Waldeck, au cimetière des Anglais, sur le Campo de Ourique. Il avait été envoyé au Portugal en 1797 par l'empereur d'Autriche à la demande du prince-régent du Portugal pour commander l'armée portugaise, mais tomba malade et mourut.
À la suite du tremblement de terre de 1755, on a découvert au cours des terrassements les vestiges du théâtre romain, en 1798. Des dessins et enregistrements faits au cours de cette découverte et publiés en 1815 ont été attribués à Francisco Xavier Fabri dans les écrits de Luís António de Azevedo (1755-vers 1818). Ils constituent des sources indispensables pour l'évaluation des éléments architecturaux du théâtre au moment de sa découverte.

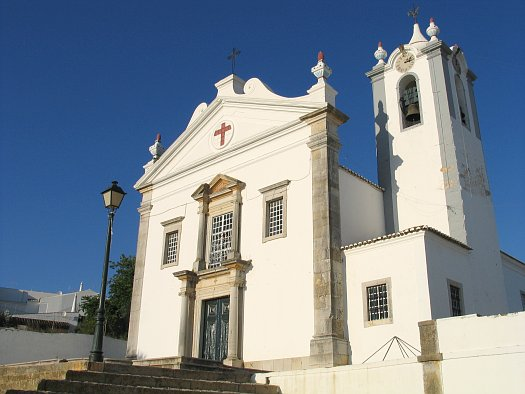
Église d'Estoi
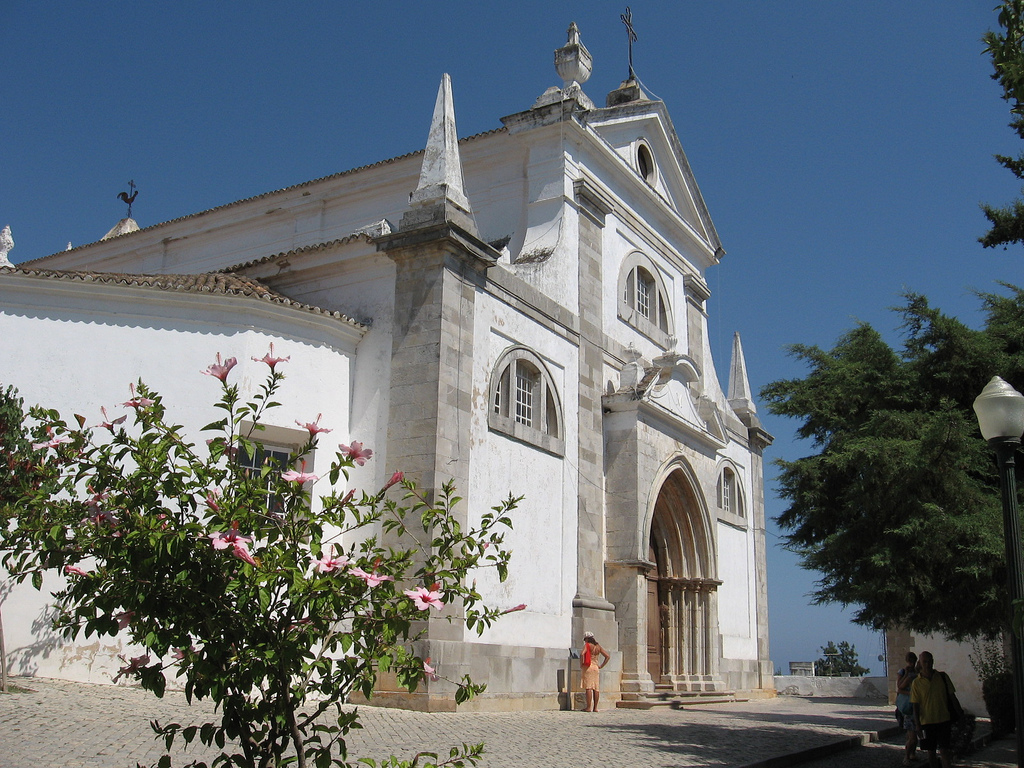
Église de Tavira
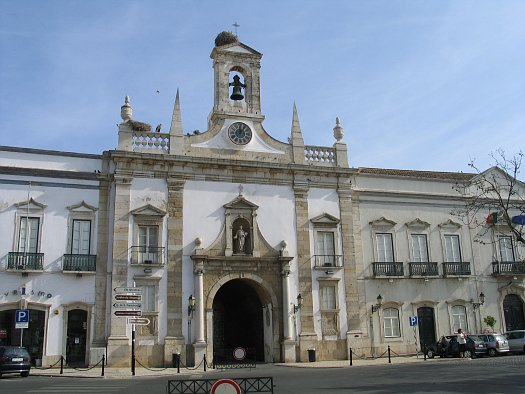
Arco da Vila à Faro
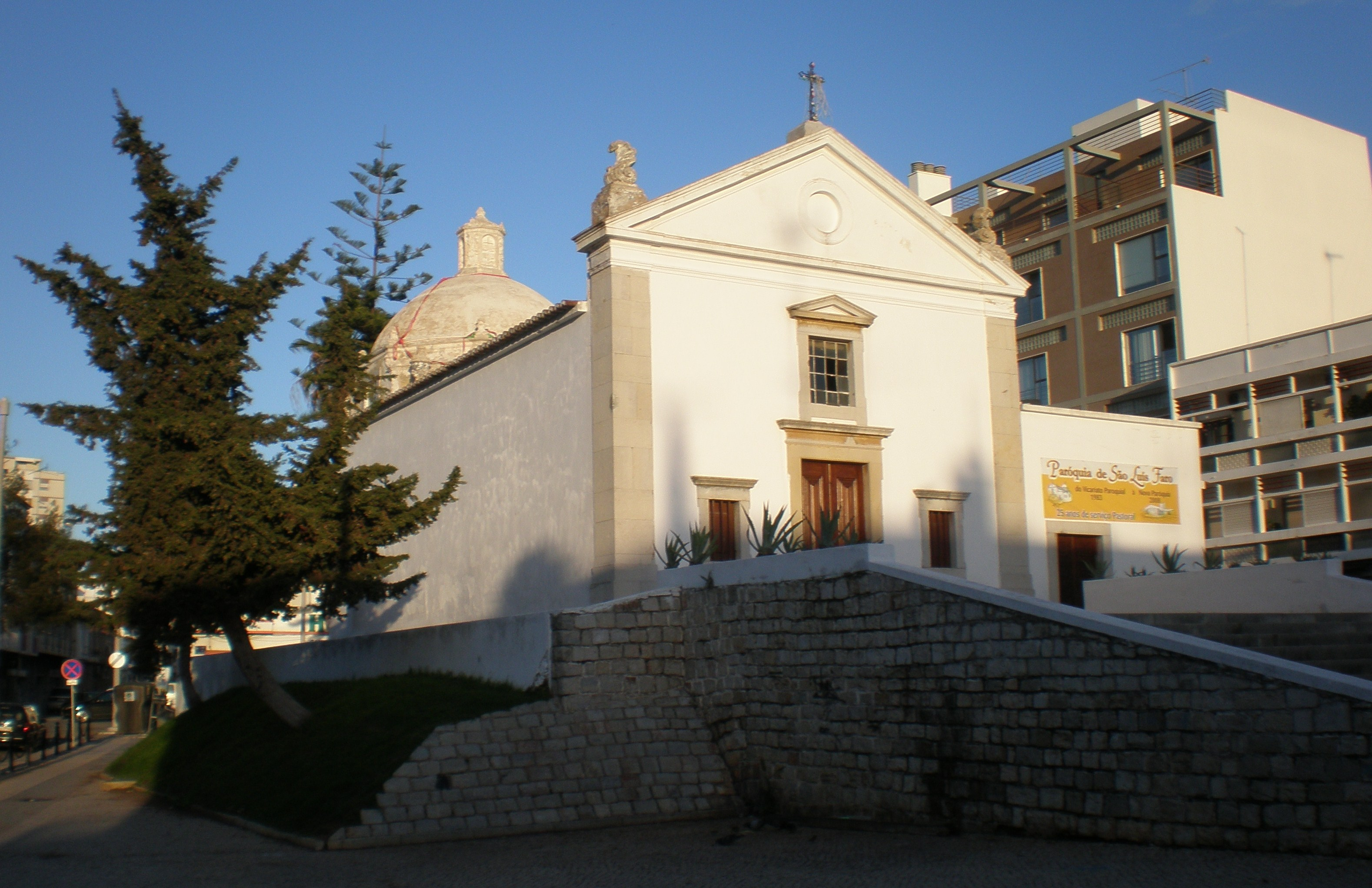
Chapelle Saint-Louis de Faro
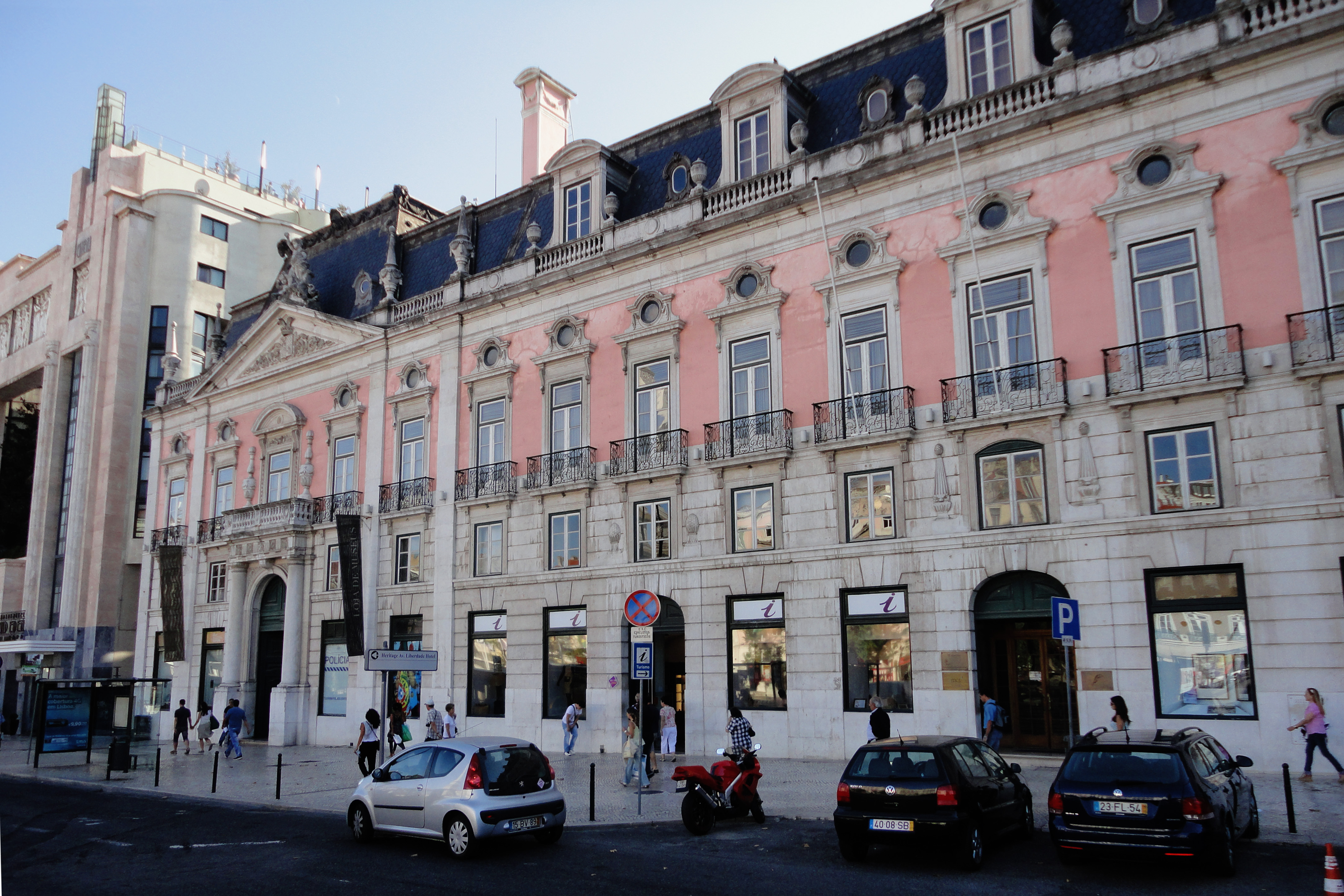
Palais Foz de Lisbonne

Chevalier de l'Ordre du Christ.